# MAP3K20
MAP3K20 («митоген-активируемая белковая киназа киназы киназы 20»; англ. mitogen-activated protein kinase kinase kinase 20, ZAK) — цитозольная серин/треониновая протеинкиназа семейства MAP3K, продукт гена MAP3K20.

## Структура
MAP3K20 состоит из 800 аминокислот, молекулярная масса 91,2 кДа. Вторичная структура включает SAM-мотив и белковый мотив лейциновая застёжка-молния. При активации белок димеризуется. Описано 3 изоформы белка, образующиеся в результате альтернативного сплайсинга, также предполагается существование ещё одной изоформы.

## Функция
Белок, кодируемый геном MAP3K20, также обозначается ZAK. Член семейства MAP3K серин/треониновая протеинкиназ. Эта киназа содержит N-концевой каталитический домен, белковый мотив лейциновая застёжка-молния и SAM-мотив. Этот магний-зависимый фермент образует гомодимер и локализован в цитоплазме. Белок опосредует остановку клеточного цикла в ответ на гамма-радиацию и участвует в регуляции контрольных точек клеточного цикла. Кроме этого, MAP3K20 обладает про-апоптозной активностью.
MAP3K20 — компонент протеинкиназного каскада передачи сигнала, отвечающего на стресс. Регулирует сигнальные пути JNK и p38. Входит в сигнальный каскад, который запускается с активации адренэргического рецептора ADRA1B и приводит к активации MAPK14. Регулирует контрольные точки клеточного цикла в фазах S и G2 за счёт прямого фосфорилирования CHEK2. Играет роль в развитии конечностей.

## Взаимодействия
MAP3K20 взаимодействует с ZNF33A.